# Багдасарян, Саркис Иванович
Саркис Иванович Багдасарян (арм. Սարգիս Բաղդասարյան, 5 сентября 1923 года, Баназур (ныне Бинадараси), Гадрутский район, НКАО, Азербайджанская ССР — 19 июня 2001 года, Ереван, Армения) — армянский советский скульптор, народный художник Армянской ССР (1978), профессор (1980), лауреат Государственной премии Армянской ССР (1985).

## Биография
Участник Великой Отечественной войны.
Окончил Ереванский художественный институт (1952), с 1962 года преподавал там же.

## Творчество
Памятник Аветику Исаакяну в Ереване (1965).
Памятник Акопу Пароняну в Ереване (1965).
«Карабахцы. Мы, наши горы» (1967)
Конная статуя Давид-бека (Капан, 1978)

## Галерея

Аветик Исаакян
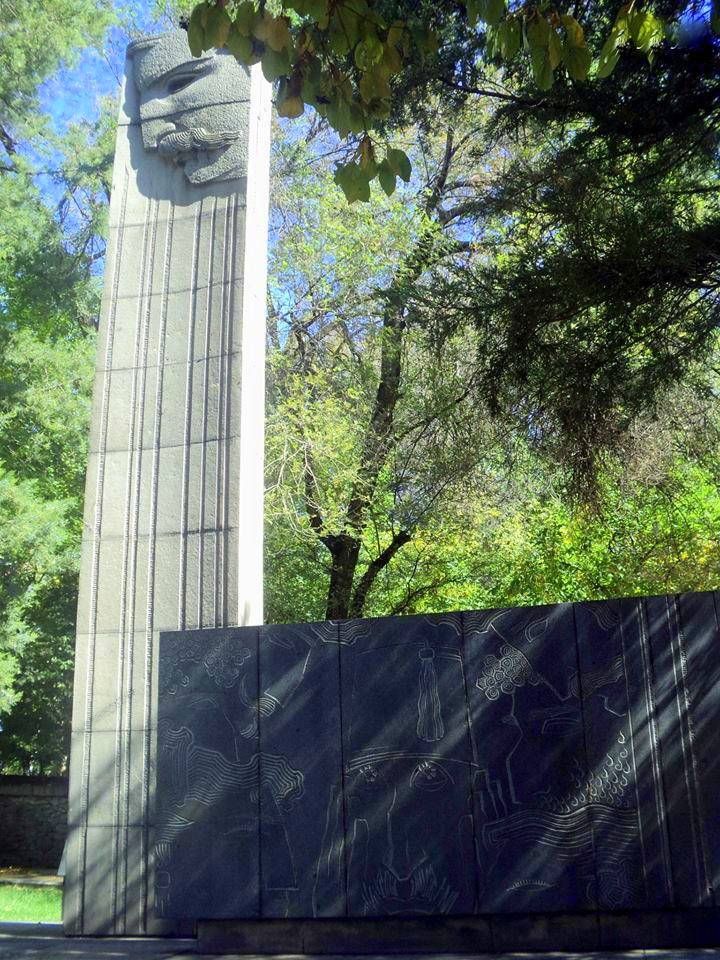
Акоп Паронян

## Память

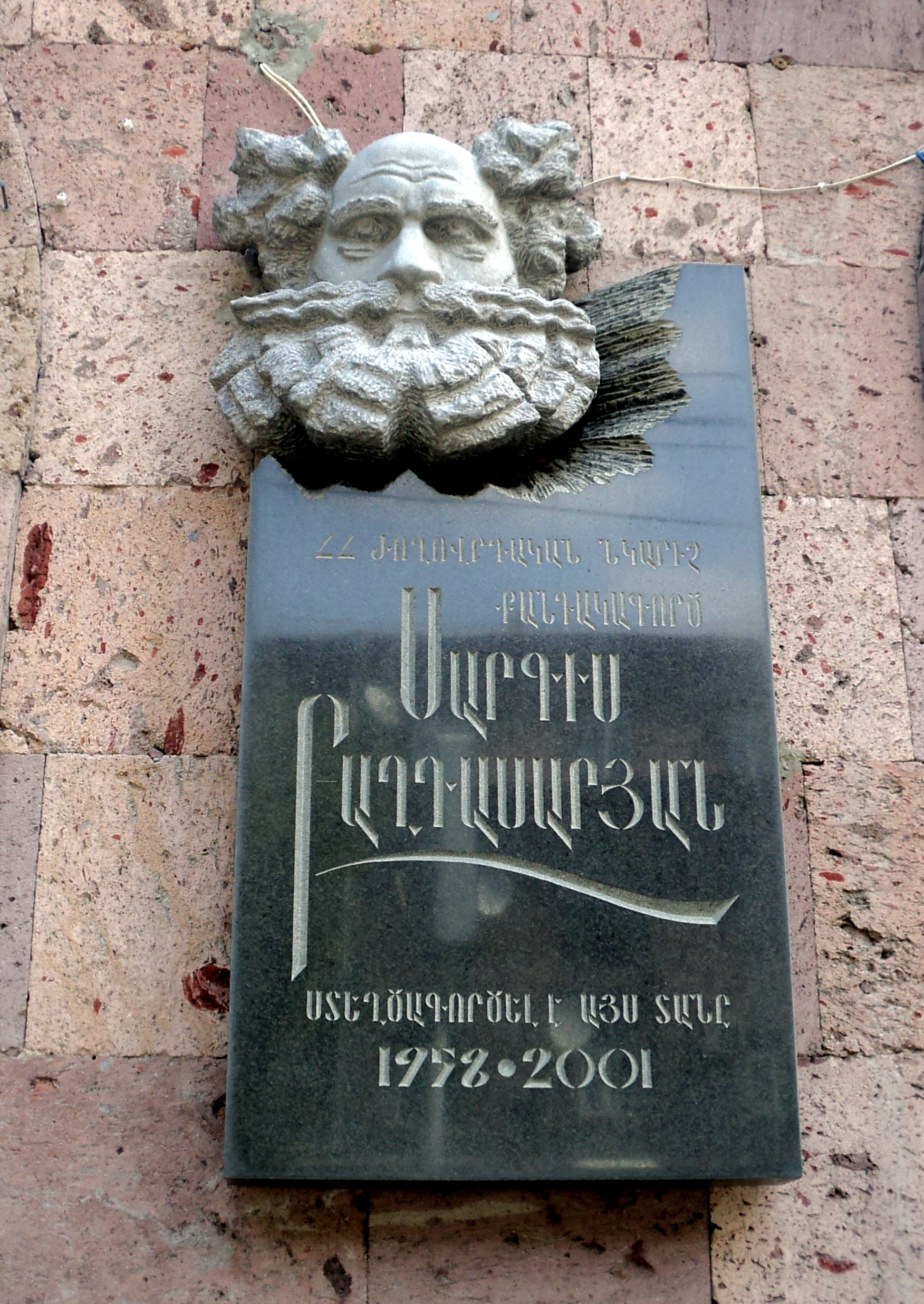
мемориальная доска Багдасаряну

На доме, где жил Багдасарян в Ереване (улица Киевян, 24), установлена мемориальная доска. В его честь также названа одна из улиц в ереванском районе Норк-Мараш.